# Чёрная (приток Чира)
Чёрная — река в России, протекает по территории Шолоховского и Боковского районов Ростовской области; левый приток реки Чир в 246 км от её устья. Длина реки — 48 км, площадь водосборного бассейна — 506 км².

## Описание
Река Чёрная берёт начало выше хутора Верхнетокинский Шолоховского района. Далее протекает вдоль внутриобластной дороги через хутора Чукаринский и Кружилинский этого же района; затем через хутор Грушинский Боковского района и северо-западнее хутора Вислогузова тремя рукавами впадает в реку Чир.
Река в своём русле образует много заливов и отдельные рукава. В хуторе Кружилинском её левым притоком (в 23 км от устья) является река Семёновка.
Интересно, что на одной из полян реки Чёрной близ хутора Грушинского в июле месяце проводится «Малый Грушинский фестиваль авторской песни».

## Данные водного реестра
По данным государственного водного реестра России относится к Донскому бассейновому округу, водохозяйственный участок реки Чир. Речной бассейн реки — Дон (российская часть бассейна).
Код объекта в государственном водном реестре — 05010300812107000009627.